# Mallory Weggemann
Mallory Weggemann, née le 26 mars 1989 à Lawrence (Kansas), est une nageuse handisport américaine concourant en S7 pour les athlètes ayant un plein usage de leurs bras et tronc et un usage partiel de leurs jambes.

## Carrière
Le 21 janvier 2008, elle reçoit plusieurs injections épidurales pour traiter son zona mais la troisième la laisse paralyser en dessous de la taille. Elle se tourne vers la natation après avoir assisté aux qualifications paralympiques américaines à l'université du Minnesota en 2008.
Trois jours les Jeux de 2012, Weggemann découvre que le comité international paralympique l'a reclassifié en S8 (elle concoure alors en S7), face à des athlètes ayant un handicap moins lourd qu'elle. Malgré ça, elle réussit à remporter le titre en battant le record paralympique de la distance. Quelques jours plus tard, elle rafle également le bronze sur le 4 x 100 m universel.
Deux ans plus tard, elle perd 75% de l'usage de son bras gauche après que le banc de douche qu'elle utilisait se soit écroulée sous elle. Elle doit rester loin des bassins pendant près de six mois et doit renoncer aux Championnats pan-pacifiques 2014. Elle continue son entraînement avec les Jeux paralympiques d'été de 2016 en tête mais ne réussit pas mieux que 5e sur les sept courses dans lesquelles elle est engagée.
Pour ses troisièmes Jeux en 2020, Mallory Weggemann remporte la médaille d'or sur le 200m 4 nages SM7 et le 100 m dos S7, les deux fois en battant le record paralympique de la distance. Elle rafle également l'argent sur le 50 m papillon S7 derrière la Canadienne Danielle Dorris.

### Distinctions
- 2009 : Nageuse handicapée de l'année[1]
- 2010 :  Nageuse handicapée de l'année[1]

## Palmarès
- Jeux paralympiques d'été de 2012 à Londres :
  -  50 m nage libre S8
  -  4 x 100 m 34 points
- Jeux paralympiques d'été de 2020 à Tokyo :
  -  200 m 4 nages SM7
  -  100 m dos S7
  -  50 m papillon S7
- Jeux paralympiques d'été de 2024 à Paris :
  -  200 m 4 nages SM7